# Heike Hagen

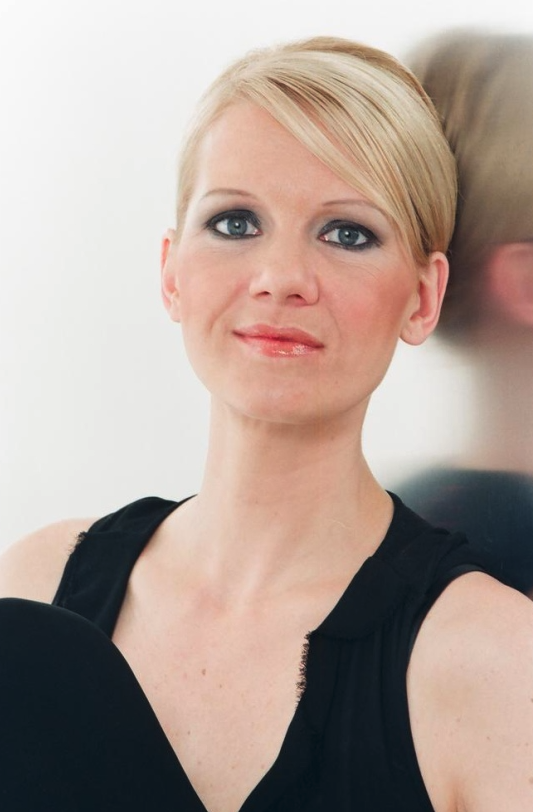
Heike Hagen

Heike Hagen (* 1970 in Düsseldorf) ist eine deutsche Hörspiel- und Synchronsprecherin, Sängerin, Musikproduzentin und Videokünstlerin.

## Leben
Heike Hagen studierte Kommunikationswirtschaft an der Bayerischen Akademie der Werbung sowie Medienwissenschaften und Psychologie an der Universität Köln. Ihre schauspielerische Ausbildung erhielt sie an der Theaterakademie Köln und dem Camera Acting Centrum Köln.
Hagen ist seit 2004 Station Voice von WDR 5 und Off-Stimme in mehr als 60.000 Minuten TV-Dokumentation u. a. für die ARD, ARTE, das ZDF, die ProSiebenSat1-Group, VOX und RTL. Sie leiht ihre Stimme Werbespots, Imagefilmen, Hörbüchern und Video-Games wie dem preisgekrönten Assassin’s Creed. Heike Hagen ist Synchronstimme in mehreren US-Serien, Action- und Horrormovies und gab Siri in der ersten Generation die Stimme.
In einem Porträt des Schweizer Fernsehens SRF wurde sie als „berühmteste Stimme im deutschsprachigen Raum“ bezeichnet.

## Wirken
Hagen ist ausgebildete Jazzsängerin. Unter dem Namen Velve veröffentlicht sie seit 2012 selbst komponierte und produzierte Werke. Sie ist als Filmmusik-Komponistin bei Bosworth Music GmbH unter Vertrag.

Sie war als Gastsängerin unter anderem für die Labels EMI und Ladomat2000 tätig und arbeitete mit Golden Boy, Pole sowie Brandt, Brauer, Frick zusammen. 2012 erschien ihr erstes selbst komponiertes und produziertes Album Novelettes of Love, das in der Musikpresse positive Kritik erhielt. Es folgten 2015 die Alben Gynoid, 2017 The Bodiless Series sowie 2020 X TO THE MILLION, das als audiovisuelles Gesamtkunstwerk konzipiert wurde. Ihre Musik wurde 2017 für die Fashion Week Vienna lizenziert. 2023 erschien ihr Album Analog, in welchem sie bewusst auf digitale Elemente verzichtet, um auf die Veränderung in sozialen Beziehungen und eine drohende Standardisierung in Kunst und Musik durch Künstliche Intelligenz aufmerksam zu machen. 

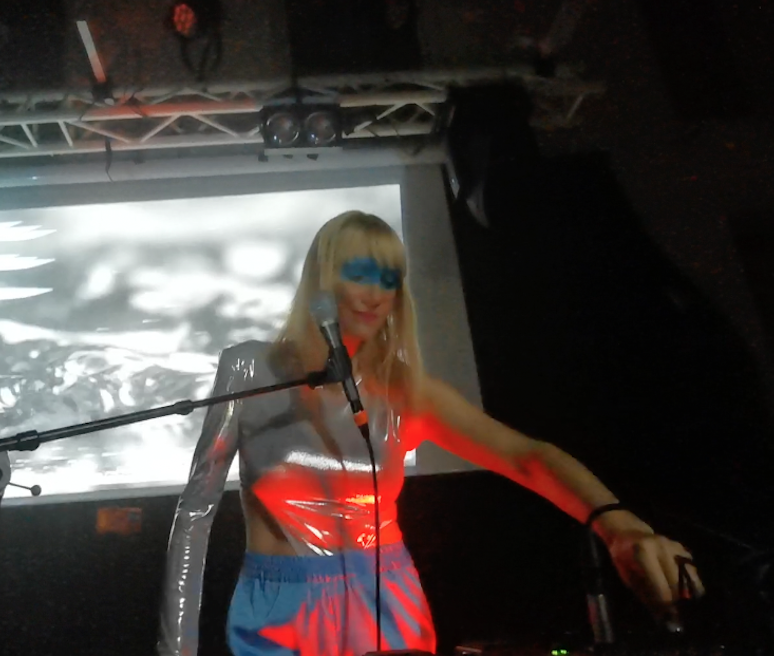
VELVE live beim Øyafestivalen in OSLO 2022

## Auszeichnungen
- 2016 Platin-Auszeichnung für Vocals in dem Song Die Welt ist fertig auf dem Album Niveau weshalb warum von Deichkind[20][21]
- 2021 Mobile App Award für Audioproduktion in Deutsch und Englisch für Deutsches Museum München[22]
- 2021 Make Art Not Fear Award für das Musikvideo Aurum[23]

## Nominierungen (Auswahl)
- 2021 L.A.-Music-Video-Award-Nominierungen für die Musikvideos Aurum und Abstinence[24]
- 2021 Toronto-International-Women-Filmfestival-Award-Nominierung für das Musikvideo Aurum[25]
- 2021 London International Music-Video-Award-Nominierungen für die Musikvideos Aurum und Abstinence
- 2021 Tokyo-Lift-Off-Film-Festival-Award-Nominierung für das Musikvideo Aurum
- 2021 Queens-Underground-International-Black-and-Brown-Film-Festival-Award-Nominierung für das Musikvideo Abstinence
- 2021 New-Cinema-Lisbon-Monthly-Film-Festival-Award-Nominierung für das Musikvideo Abstinence

## Diskografie

### Alben
- 2012: Novelettes of Love
- 2015: Gynoid
- 2017: The Bodiless Series
- 2020: X to the Million
- 2023: Analog

### EPs
- 2012: Novelettes of Love (The Remixes)

### Singles
- 2012: Morninglight
- 2019: Eminence
- 2020: Away
- 2020: Some will stay
- 2020: Abstinence
- 2021: Parasite
- 2021: Aurum
- 2021: Eternal
- 2022: HOMEY

### Musikvideos (Auswahl)
- 2017: Premonition[26]
- 2019: Eminence[27]
- 2020: Abstinence[28]
- 2021: Aurum[29]